# Bunești (Brașov)
Pour les articles homonymes, voir Bunești.
 (décembre 2023).
Si vous disposez d'ouvrages ou d'articles de référence ou si vous connaissez des sites web de qualité traitant du thème abordé ici, merci de compléter l'article en donnant les références utiles à sa vérifiabilité et en les liant à la section « Notes et références ».
Bunești (en allemand: Bodendorf, en hongrois: Szászbuda) est une commune du județ de Brașov, dans la région historique de Transylvanie. Elle est composée des cinq villages suivants :
- Bunești, siège de la commune
- Criț (Kreuzdorf/Szászkeresztúr)
- Meșendorf (Meschendorf/Mese)
- Roadeș (Radenthal/Rádos)
- Viscri (Weißkirch/Fehéregyháza)

## Monuments et lieux touristiques
- Église évangélique fortifiée de Bunești (construite au XIVe siècle), monument historique
- Église évangélique de Meșendorf (construite au XIVe siècle), monument historique
- Église évangélique fortifiée de Roadeș (construite au XIVe siècle), monument historique
- Église évangélique de Criț (construite au XIXe siècle), monument historique
- Église évangélique fortifiée de Viscri (construite au XIXe siècle), monument historique[1]
- Site rural Viscri (construite aux XIVe et XIXe siècles), monument historique
- Musée ethnographique de Viscri